# Jeguk
Jeguk, född 28 juni 1259 i Mongolväldet, död 21 maj 1297 i Koryo, var Koreas drottning 1274–1297, gift med kung Chungnyeol av Koryo.
Hon var dotter till Kublai Khan och medlem av den mongoliska Yuandynastin som regerade Kina vid denna tid; äktenskapet var politiskt arrangerat. Hon utövade en del inflytande över regeringen.